# 片桐且清
片桐 且清 (かたぎり かつきよ、生年不詳〜1615年　慶長20年) は、安土桃山時代から江戸時代初期にかけての武将。
片桐且元とは遠縁にあたる。

## 生涯
1600年（慶長4年）関ヶ原の戦いで西軍の小西行長隊に遂行し小早川秀秋隊と戦い奮戦するも敗戦し東軍に捕まる。
その後且清は遠縁の片桐且元の助命嘆願で阿波国に流罪となる。その阿波国の地で、長男且成と次男且尚が誕生している。
1614年 (慶長19年) 豊臣秀頼が徳川家康に対して挙兵をあげたと聴くと真っ先に大坂城に馳せ参じ、秀頼から激励を受けている。その後、真田信繁、毛利勝永、明石全登、長宗我部盛親、後藤基次などが馳せ参じている。大坂の陣に至っては且清は長宗我部盛親隊に遂行している。
1615年 (慶長20年) に1人で僅か1000騎を率いて長宗我部盛親隊を離反し伊達政宗隊に突撃し、6人の首級をあげるが大坂城の落城を知るとその場に座り込み、伊達政宗隊に向け「我が首討ち取って手柄とせよ」と言い放ち切腹した。
その言葉に感激を受けた伊達政宗隊の武士は、手柄とはせずに首を討ち取りその場に埋め葬ったと伝わる。
その後、且清の息子二人の消息は不明だが、その討ちとった武士が保護し養育したとも、長宗我部盛親に遂行して自害したとも伝わる。